# ليستر كونيو
ليستر كونيو (بالإنجليزية: Lester Cuneo)‏ مواليد 25 أكتوبر 1888 في شيكاغو - الوفاة 1 نوفمبر 1925 في لوس أنجلوس، هو ممثل أمريكي بدأ مسيرته الفنية سنة 1912. من أعماله الصوت الصامت.

## روابط خارجية
- ليستر كونيو على موقع IMDb (الإنجليزية)
- ليستر كونيو على موقع أول موفي (الإنجليزية)
- ليستر كونيو على موقع قاعدة بيانات الأفلام السويدية (السويدية)
- ليستر كونيو على موقع قاعدة بيانات الفيلم (الإنجليزية)
- ليستر كونيو على موقع كينوبويسك (الروسية)